# Espera
Espera település Spanyolországban, Cádiz tartományban. Espera Lebrija, Las Cabezas de San Juan, Utrera, Villamartín, Bornos és Arcos de la Frontera községekkel határos. Lakosainak száma 3777 fő (2024).

## Népesség
A település népessége az utóbbi években az alábbiak szerint változott:
| Lakosok száma | 3934 | 3846 | 3949 | 4003 | 3960 | 3912 | 3912 | 3860 | 3845 | 3777 |
|               | 2001 | 2004 | 2006 | 2009 | 2011 | 2014 | 2016 | 2019 | 2021 | 2024 |